# Роздзельна
Роздзельна (пол. Rozdzielna) — село в Польщі, у гміні Дмосін Бжезінського повіту Лодзинського воєводства.
Населення — 99 осіб (2011).
У 1975-1998 роках село належало до Скерневицького воєводства.

## Демографія
Демографічна структура станом на 31 березня 2011 року:
|          | Загалом | Допрацездатний вік | Працездатний вік | Постпрацездатний вік |
| -------- | ------- | ------------------ | ---------------- | -------------------- |
| Чоловіки | 55      | 16                 | 32               | 7                    |
| Жінки    | 44      | 8                  | 23               | 13                   |
| Разом    | 99      | 24                 | 55               | 20                   |